# Masao Kiba
Masao Kiba (født 6. september 1974) er en tidligere japansk fodboldspiller.
Han har spillet for flere forskellige klubber i sin karriere, herunder Gamba Osaka og Avispa Fukuoka.